# TARP-Syndrom
Das TARP-Syndrom, Akronym für Klumpfuß (Talipes), Atriumseptumdefekt, Robin-Syndrom und Persistierende linke obere Hohlvene,  ist eine sehr seltene angeborene Störung der Embryonalentwicklung mit den namens-bildenden Hauptmerkmalen.
Synonyme sind: Pierre-Robin-Sequenz - kongenitaler Herzdefekt – Klumpfüße; Pierre-Robin-Syndrom - Kardiopathie – Klumpfüße; Talipes equinovarus - Atriumseptumdefekt - Robin-Sequenz - Persistenz des linken Ductus Cuvieri
Die ersten Beschreibungen stammen möglicherweise aus dem Jahre 1964 von P. Sachtleben oder aus dem Jahre 1970 von Robert J. Gorlin und Mitarbeitern.
Der Begriff „TARP“ wurde im Jahre 2003 von den US-amerikanischen Ärzten Kyle T. Kurpinski, Patricia A. Magyari, Robert J. Gorlin und Mitarbeitern geprägt.

## Verbreitung
Die Häufigkeit wird mit unter 1 zu 1.000.000 angegeben, die Vererbung erfolgt X-chromosomal rezessiv.

## Ursache
Der Erkrankung liegen inaktivierende Mutationen im RBM10-Gen auf den X-Chromosom Genort p11.3 zugrunde, das für ein RNA-binding motif protein kodiert.

## Klinische Erscheinungen
Klinische Kriterien sind:
- Manifestation vorgeburtlich oder als Neugeborenes
- Pierre-Robin-Sequenz mit Mikrognathie, Glossoptose und Gaumenspalte
- Atriumseptumdefekt
- Persistierende linke obere Hohlvene
- Fußfehlbildung (Hacken-Klumpfuß)

Hinzu können Gesichtsdysmorphie wie Hypertelorismus und weitere Fehlbildungen wie Syndaktylie, Polydaktylie oder Hypoplasie des Kleinhirns kommen.
Die meisten Betroffenen versterben frühzeitig.

## Diagnose
Die Diagnose ergibt sich aus der Kombination klinischer Befunde.